# مايك جيمس (لاعب كرة قاعدة)
مايك جيمس (بالإنجليزية: Mike James) هو لاعب كرة قاعدة أمريكي، ولد في 15 أغسطس 1967 في فورت والتون بيتش في الولايات المتحدة.

## وصلات خارجية
- مايك جيمس على موقعبيزبول رفرنس.كوم (الدوري الرئيسي) (الإنجليزية)
- مايك جيمس على موقعبيزبول رفرنس.كوم (الدوري الثانوي) (الإنجليزية)